# Andrea Marcon
Andrea Marcon (nascut a Treviso en 1963) és un clavecinista, organista i director d'orquestra italià. En l'actualitat, és professor en la Schola Cantorum Basiliensis (Suïssa) i en el Mozarteum de Salzburg (Àustria), així com director titular de l'Orquestra Barroca de Venècia (des de la seva fundació en 1997), del grup de música antiga La Cetra Barockorchester Basel (des de 2009) i de l'Orquestra Ciutat de Granada (des de 2012). Així mateix, és director artístic, juntament amb Roberto Antonello, del Festival Organistico Internazionale "Città di Treviso".

## Discografia
- 1992 - Festal Music for Three Organs and Organ for Four Hands, amb Annerös Hulliger i Philip Swanton —órgano— (Koch Schwann)
- 1992 - Antonio Vivaldi: Le quattro stagioni, amb Sonatori de la gioiosa Marca i Giuliano Carmignola —violín— (Divox Antiqua)
- 1994 - Scarlatti: Works for Organ and Harsichord (Appassionato)
- 1995 - The Heritage of Frescobaldi (Divox Antiqua)
- 1995 - Antonio Vivaldi: Humane Passioni, con Sonatori de la gioiosa Marca i Giuliano Carmignola —violín— (Divox Antiqua)
- 1996 - Antonio Vivaldi: Concerti per le solennità, con Sonatori de la gioiosa Marca i Giuliano Carmignola —violín— (Divox Antiqua)
- 1997 - Domenico Scarlatti: Sonatas for Organ (Divox Antiqua)
- 1998 - Marcello: Oboe Concertos, amb l'orquestra Barroca de Venècia i Paolo Grazzi, Sylvia Pozzer i Roberto Balconi —oboes— (Arts Music)
- 1998 - L'eredità Frescobaldiana, Vol. 2 (Divox Antiqua)
- 1998 - 18th Century Venetian Organ Art (Divox Antiqua)
- 1999 - New Ideas in Weimar (Haenssler)
- 1999 - Bach: Organ Works (Ohrdruf, Lüneburg and Arnstadt) (Haenssler)
- 1999 - Bergano: Romantic Organ Works (Historical Organ Series, Vol. 3) (Divox)
- 2000 - Vivaldi: The Four Seasons; Three Violin Concertos, amb l'orquestra Barroca de Venècia i Giuliano Carmignola —violín— (Sony Music)
- 2000 - Heyday in Weimar (Haenssler)
- 2001 - Vivaldi: Late Violin Concertos,)
- 2002 - Bach: Sonatas for Violin and Harpsichord, con Giuliano Carmignola —violín— (Sony Classical)
- 2002 - Locatelli: L'Arte del Violino Op. 3 Concertos Nos. 1, 2, 10, 11, amb l'orquestra Barroca de Venècia i Giuliano Carmignola —violín— (Sony Classical;)
- 2002 - Late Vivaldi Concertos, amb l'orquestra Barroca de Venècia i Giuliano Carmignola —violín— (Sony Classical)
- 2003 - Bach: Arias, amb l'orquestra Barroca de Venècia, i Angelika Kirchschlager —mezzosoprano— i Giuliano Carmignola —violín— (Sony Classical)
- 2004 - Andromeda Liberata: Music by Vivaldi and Others, amb l'orquestra Barroca de Venècia i Giuliano Carmignola —violín— (Archiv Produktion)
- 2004 - 3 Centuries of Italian Organ Music (Divox)
- 2004 - Canzon del Principe (Divox)
- 2004 - Masters of the Italian Renaissance (Divox Antiqua)
- 2005 - Concerto Veneziano, amb l'orquestra Barroca de Venècia i Giuliano Carmignola —violín— (Archiv Produktion)
- 2006 - Francesco Cavalli: L'Orione, amb l'orquestra Barroca de Venècia (Motette)
- 2006 - Monza: I nuovi organi del Duomo (Divox Antiqua)
- 2006 - Vivaldi: Violin Concertos, amb l'orquestra Barroca de Venècia i Giuliano Carmignola —violín— (Archiv Produktion)
- 2006 - Vivaldi: Concertos and Sinfonias for strings, amb l'orquestra Barroca de Venècia (Archiv Produktion)
- 2006 - Organ Series, Vol. 6: Girolamo Frescobaldi (Divox Antiqua)
- 2006 - Manuel García: El Poeta Calculista; Tonadillas, amb la Orquesta Ciudad de Granada, i Ruth Rosique —soprano— i Mark Tucker —tenor— (Junta de Andalucía)
- 2007 - Amor Sacro. Antonio Vivaldi: Mottetti, amb l'orquestra Barroca de Venècia i Simone Kermes —soprano— (Archiv Produktion)
- 2007 - Vivaldi: Concerti e Sinfonie per Archi, amb l'orquestra Barroca de Venècia (Universal Classical & Jazz)
- 2008 - Vivaldi: Concertos for Two Violins, amb l'orquestra Barroca de Venècia, i Giuliano Carmignola i Viktoria Mullova —violines— (Archiv Produktion)
- 2009 - Ah! mio cor (Handel Arias), amb l'orquestra Barroca de Venècia i Magdalena Kožená —soprano— (Archiv Produktion)
- 2009 - Magdalena Kožená sings Vivaldi, amb l'orquestra Barroca de Venècia i Magdalena Kožená —soprano— (Archiv Produktion)
- 2009 - Concerto Italiano, amb l'orquestra Barroca de Venècia i Giuliano Carmignola —violín— (Archiv Produktion)
- 2010 - Rosso: Italian Baroque Arias, amb l'orquestra Barroca de Venècia i Patricia Petibon —soprano— (Deutsche Grammophon)
- 2011 - Mozart: Overtures, amb la Cetra (Deutsche Grammophon)
- 2011 - Mozart's Garden, amb la Cetra i Mojca Erdmann (Deutsche Grammophon)
- 2011 - Viva!, amb l'orquestra Barroca de Venècia i Simone Kermes —soprano— (Archiv Produktion)
- 2012 - Nouveau Monde: Baroque Arias and Songs, amb la Cetra i Patricia Petibon —soprano— (Deutsche Grammophon)
- 2013 - Farinelli: Porpora Arias, amb l'orquestra Barroca de Venècia i Philippe Jaroussky —contratenor— (Erato)
- 2014 - Antonio Caldara: La Concordia de' Pianeti, amb la Cetra (Archiv Produktion)
- 2015 - Vivaldi: The Four Seasons, amb l'orquestra Barroca de Venècia i Avi Avital —mandolina— (Deutsche Grammophon)